# Rottenbiller utca
Koordináták: é. sz. 47° 30′ 12″, k. h. 19° 04′ 34″47.503453°N 19.076111°E
A Rottenbiller utca Budapest VII. kerületében, az Erzsébetvárosban található, az Erzsébet körúttal és a Dózsa György úttal párhuzamos, a Baross teret a Lövölde térrel összekötő, mintegy 1 kilométer hosszú utca.

## Története
A 19. század közepéig mint Liniengraben, majd Árokvonal utca volt ismert a pesti polgárok szőlőskertjeit a mai Rottenbiller utca helyén átszelő földút. A Fővárosi Közmunkák Tanácsa az 1860-as években a Wesselényi utcáig építtette ki az utat, majd Pest városának korábbi polgármestere, Rottenbiller Lipót után 1873-ban Rottenbiller utcának nevezték el. 1879-re a Lövölde térig tartó szakasz is kiépült.

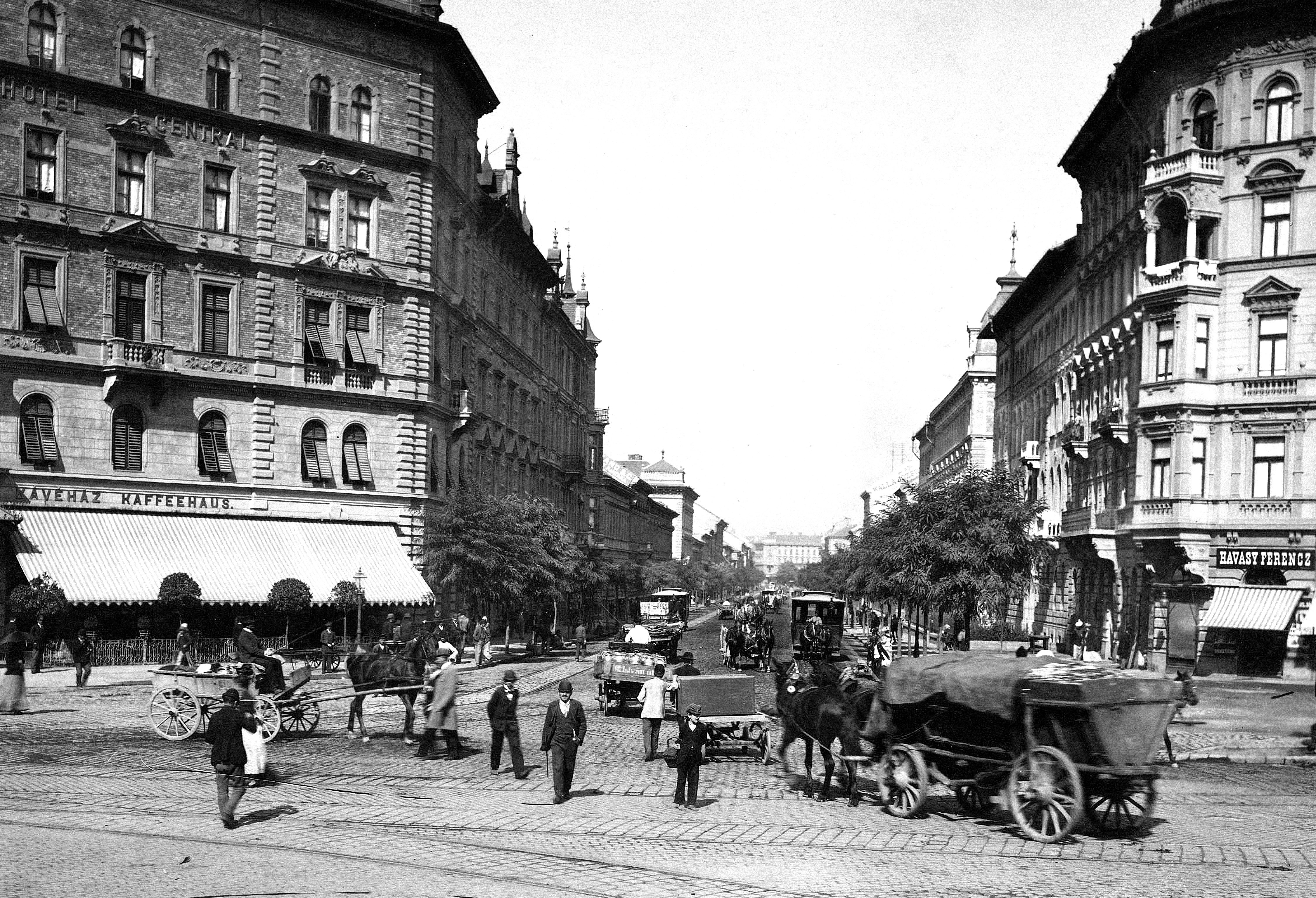
A fakockákkal (holzpflaster) burkolt Rottenbiller utca 1900-ban, Klösz György felvétele

Az utca legrégibb épülete a Dob utca torkolatánál álló, 1872-ben felépült Erzsébet leányárvaház, de az út két oldalát ekkor még alig szegélyezték házak. Ugyanakkor már az 1870-es évektől erre vitte a Városligetbe a pihenni vágyókat a lóvasút, 1897 után a villamos. Az 1880-as évekre az utca mindkét oldalán két-három emeletes eklektikus lakóházak sorakoztak, az 1900-as évekre pedig a Baross és a Lövölde tér felőli szakaszokon többemeletes paloták emelkedtek. Ugyanebben az időben több üzem nyílt az utcában (nagymosoda, mérleg- és játékkártyagyár, tejcsarnok). Az épületek a mai napig őrzik az utca századfordulós arculatát.
1902-ben a Rottenbiller utcával kapcsolatban Hamrák János szélhámos aszfaltmunkás bűnügyét sokan megismerhették. Hamrák, annak a hamisított legendának köszönheti mai hírnevét, hogy úgymond „eladta Székesfehérvárnak” azt a több kocsira való fakockát, ami a budapesti  Rottenbiller utca kétszáz négyszögméter bükkfa-burkolata volt. Azonban a szélhámosság egészen másként történt, az elterjesztett és kiszínezett, meghamisított történetet ugyanis a magyar szocializmus médiasztárja, dr. Szabó László a Kékfény című tv műsor műsorvezetője írta meg a Táncsics Kiadónál 1981-ben megjelent Bűnügyi panoptikum című könyvében. Az újabb forráskutatás és a korabeli sajtócikkek szerint ugyanis Hamrák a fakockákat  tüzelőanyagként adta el  özv. Placht Józsefné, illetve Kartner Ferencné (született Müller Teréz) Budapest, Sörház utca 6. sz. alatti lakosoknak, mindössze  72 koronáért.
A Rottenbiller utcai faburkolat ellopása dolgában Bacskay rendőrfogalmazó vezeti a vizsgálatot. Már kiderítette, hogy a vakmerő tolvaj Hamrák János aszfaltmunkás, aki a Fehérvári-úton lakott, s néhány nappal ezelőtt eltűnt lakásáról. A több kocsira való fakockát Kartner Ferencné, a Sörház-utca 6. számú házának felügyelőnője, s az ugyanott lakó özvegy Placht Józsefné vásárolta meg. Hamrákot keresik a detektívek, kik már nyomában vannak.
A Baross tér felőli oldalon az 1960-as években építették fel az autóforgalmat a Rákóczi út felett elvezető Rottenbiller utcai felüljárót.

## Jeles épületei

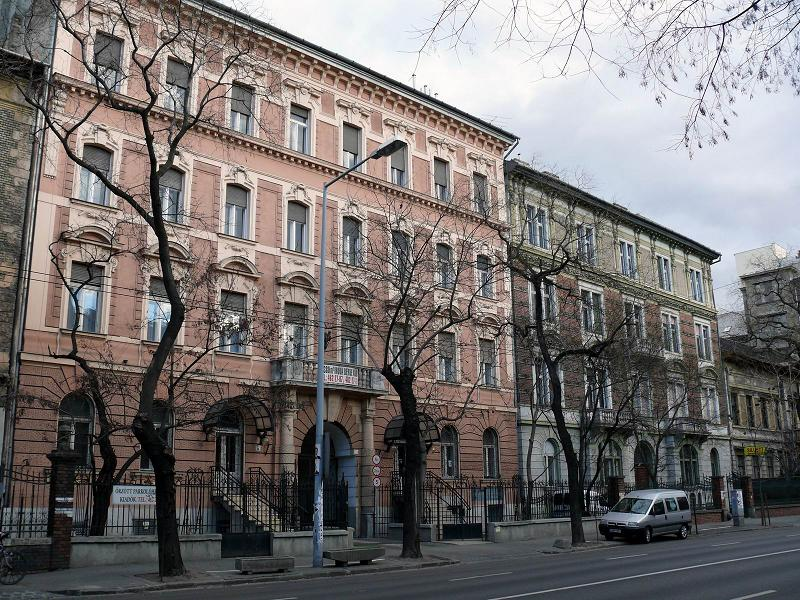
Rottenbiller u. 17-19.

- Rottenbiller u. 3. Lakóház (Hudetz János, eklektikus, 1894).
- Rottenbiller u. 4a. Lemberger-ház (eklektikus, 1893).
- Rottenbiller u. 4b. Lakóház (Ray Rezső Lajos, eklektikus, 1890).
- Rottenbiller u. 5a. Lakóház (Hudetz János,[9] eklektikus, 1892 k.). Itt alakult meg 1906-ban az első magyarországi legális vasutas-szakszervezet, a Vasúti Munkások Országos Szövetsége.
- Rottenbiller u. 10. Lakóház (Schwarcz Jenő és Horváth Antal, szecessziós, 1907). Az 1950-es években az Almássy térről ide költözött át, és ma is az épület földszintjén működik a Fővárosi Szabó Ervin Könyvtár Deák Ferenc Könyvtára.
- Rottenbiller u. 12. Lakóház (Wellisch Alfréd, eklektikus, 1887). Az épületben nyílt meg és működött az 1880-as években Magyarország legnagyobb mérleggyára, Conrad Schember üzeme.
- Rottenbiller u. 13. Lakóház (eklektikus, 1880 k.).
- Rottenbiller u. 14. Lakóház, ma óvoda (Pucher József, eklektikus, 1876).

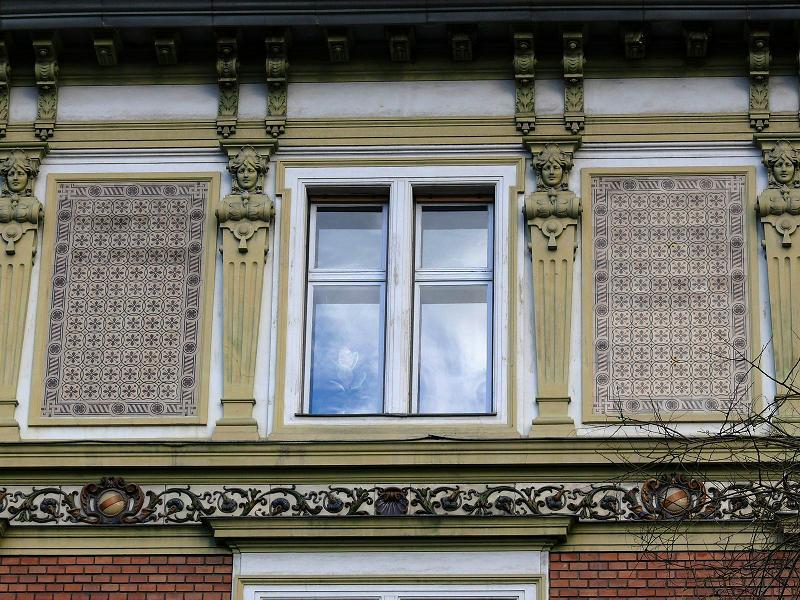
A Walla-ház homlokzata (15.)

- Rottenbiller u. 15. Walla-ház (eklektikus, 1894). Figyelemre méltó díszes homlokzata, illetve puttófejes, oszlopos lépcsőháza.
- Rottenbiller u. 16–18. Volt menhely, ma irodaház (eklektikus, 1883). Menhelyként épült, később szeretetotthon, kisegítő kórház, majd iparitanuló-kollégium lett. A második világháború után előbb a Rajkó Zenekar kollégiuma rendezkedett itt be, végül a Nemzeti Gyermek- és Ifjúsági Közalapítvány székhelye lett.
- Rottenbiller u. 17. Piatnik-ház (Höfler Ignác, eklektikus, 1904). A játékkártyagyártó Piatnik cég miután kinőtte Csengery utcai üzemét, itt rendezte be főhadiszállását.
- Rottenbiller u. 19. Medek-ház (Medek J. Vince, eklektikus, 1897).
- Rottenbiller u. 21. Lakóház és pékség (historizáló, 1896). Ebben a házban született Szakonyi Károly (1931) író, drámaíró. Anzenberger Alfréd péksége, kocsmája és cukorkaüzeme volt ebben a házban. A pékséget és cukorkaüzemet 1891-ben gyermekei, Anzenberger Nándor és Endre örökölték, és ők vezették az egész ház államosításáig. Ezt követően kibontották a földszinten a boltíves kemencéket, amitől az egész ház kissé megroggyant. Szocialista stílusban erősítették meg (összetörték a vörös márvány folyosókat).[forrás?]
- Rottenbiller u. 24. Lakóház (Wellisch Sándor, eklektikus, 1886).
- Rottenbiller u. 27. Lakóház (Sziklai Zsigmond, eklektikus, 1890).
- Rottenbiller u. 29a–b. Lakóház (Sziklai Zsigmond, eklektikus, 1890).

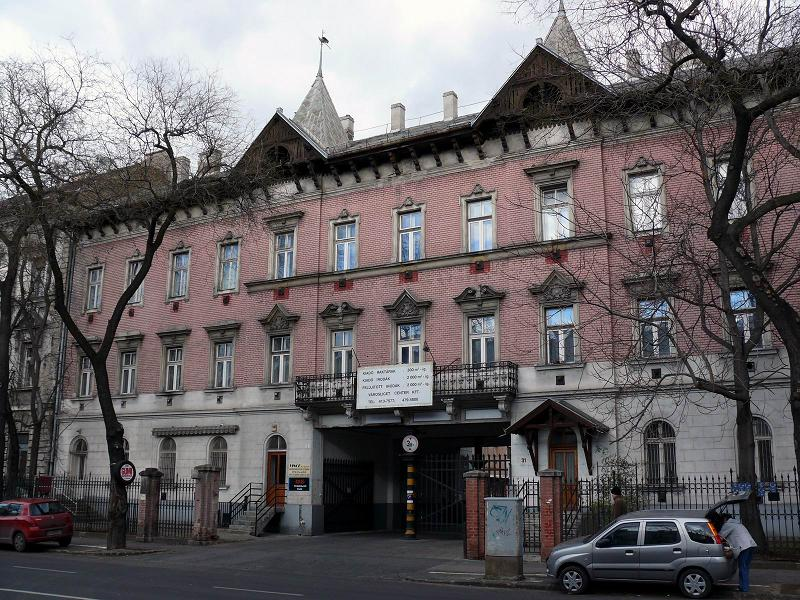
A volt Budapesti Központi Tejcsarnok épülete (31.)

- Rottenbiller u. 31. Budapesti Központi Tejcsarnok Rt., ma lakóház (Wellisch Gyula és Sándor, eklektikus, 1887; Eggenberger Sylbert ráépítésével, 1901). A második világháborúig itt működött a Budapesti Központi Tejcsarnok fő telepe.
- Rottenbiller u. 32. Lakóház (Dévényi Tamás, kortársi modern, 2001). A főváros első MAGHÁZ-aként épült fel.
- Rottenbiller u. 33. Mauthner-ház (eklektikus, 1893).
- Rottenbiller u. 34. Lakóház (Paulheim József, eklektikus, 1887).
- Rottenbiller u. 35. Blitz-ház (Ybl Lajos, eklektikus, 1900 k.). A Damjanich utca sarkán álló épület a Rottenbiller utca legimpozánsabb épülete tagolt homlokzattal, márvány- és aranydíszítésű bejárattal. Ebben az épületben működött 1912-től az Aeroplán kávéház.
- Rottenbiller u. 39. (Palóczi Antal, eklektikus, 1885).
- Rottenbiller u. 43–45. Iskolaépület (eklektikus, 1893). Megnyitása óta elemi (később általános) iskola, a falai között tanult Benedek Marcell (1885–1969) író. Ma Janikovszky Éva Általános Iskola.
- Rottenbiller u. 44. Lakóház (Schambach Károly, eklektikus, 1889).
- Rottenbiller u. 46. Köllő-ház (Novák Sándor, eklektikus, 1900 k.). Élete végén itt élt Köllő Miklós (1861–1900) szobrász.
- Rottenbiller u. 47. Fuchs-ház (eklektikus, 1895). Először Feld Zsigmond gyerekszínháza, majd az Odeon mozi, legvégül a Hungaroton lemezgyártó cég működött a falai között.
- Rottenbiller u. 50. A Rottenbiller utca legrégibb épülete, a Dob utca torkolatánál álló Erzsébet Leányárvaház céljára létesült. Ma a Szent István Egyetem Állatorvos-tudományi Karának egyik épülete (Vassel Alajos, romantikus, 1872). 1974-ben Molnár Béla és Varga László tervei alapján átépítették. Az Erzsébet királynéról elnevezett Erzsébet Leányárvaház 1861. december 24-én nyílt meg az akkori Gyár utca és Kétszerecsen utca sarkán állott Csicsmanczay-féle házban. Innen 1865 áprilisában átköltözött a Gyár utcai Stoffer-féle házba. Rövidesen ez a ház is szűknek bizonyult, ezért a Vassél Alajos építész tervezte és Roch János városi mérnök által az akkori Háromdob utca és Erdősor sarkán épített házba 1871. július 30-án költözött át, mint végleges intézeti házba. Ennek ünnepélyes zárókőletétele 1872. április 12-én történt Erzsébet királyné és I. Ferenc József király jelenlétében.[10]
- Rottenbiller u. 52. Üzlethelyiség (többször átépítve, Pollack Mihály, 1820). Eredetileg is kereskedés működött az épületben, majd az 1930-as években itt üzemelt a népszerű Makk Hetes vendéglő.
- Rottenbiller u. 56–60. Lakóház, ma piacépület (Hild József, klasszicista, 1844). A Garay téri vásárcsarnok újjáépítése idejére, 2003-tól ide helyezték át a piacot.
- Rottenbiller u. 66. Lakóház (eklektikus, 1883 k.). Ebben a házban élt és alkotott öt évtizeden keresztül az eszperantista Baghy Gyula (1891–1967).